# Dodge

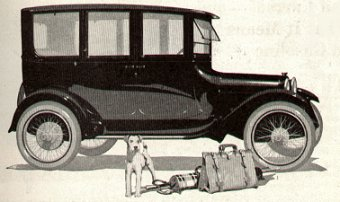
Dodge 4 Door

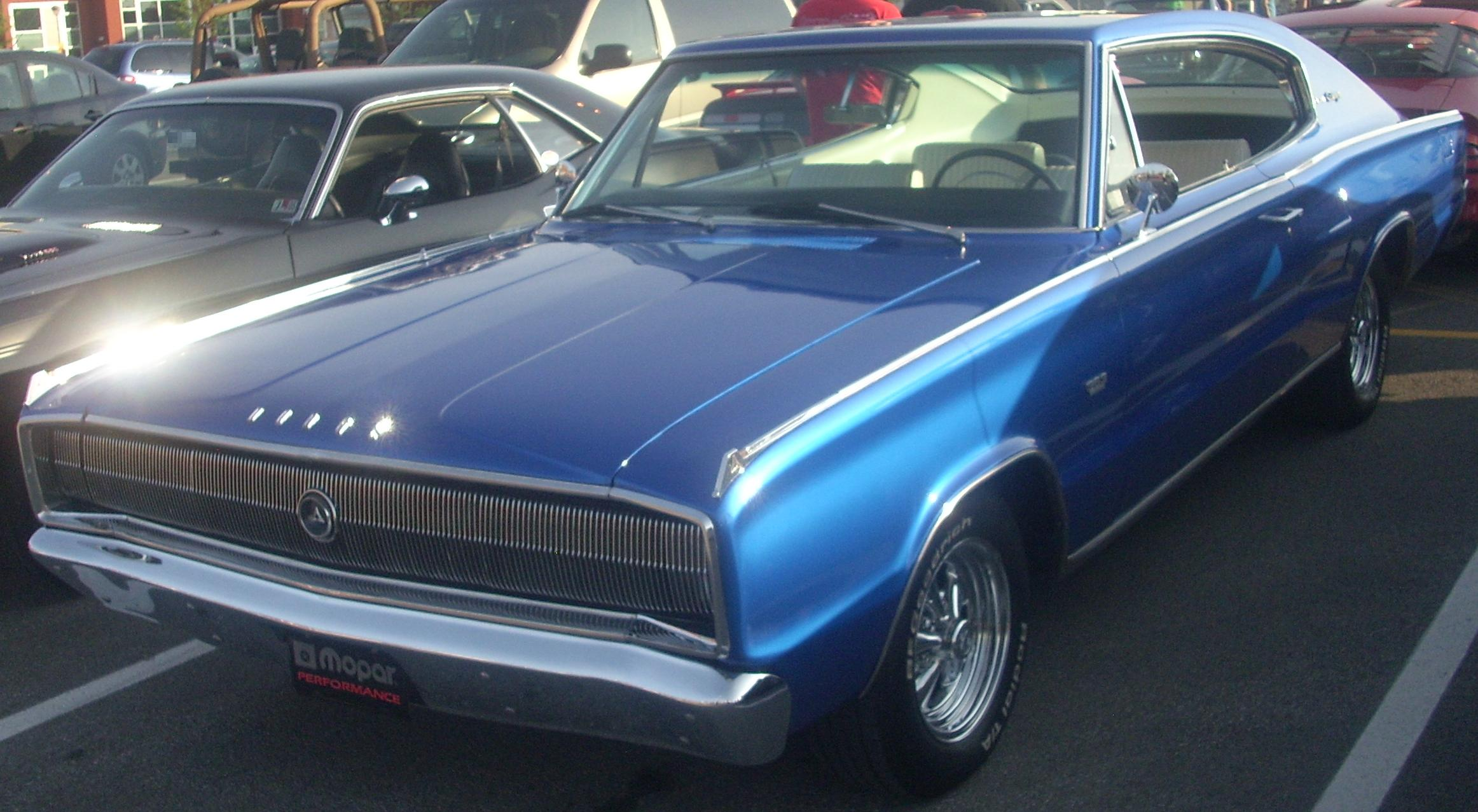
Dodge Charger (1966)

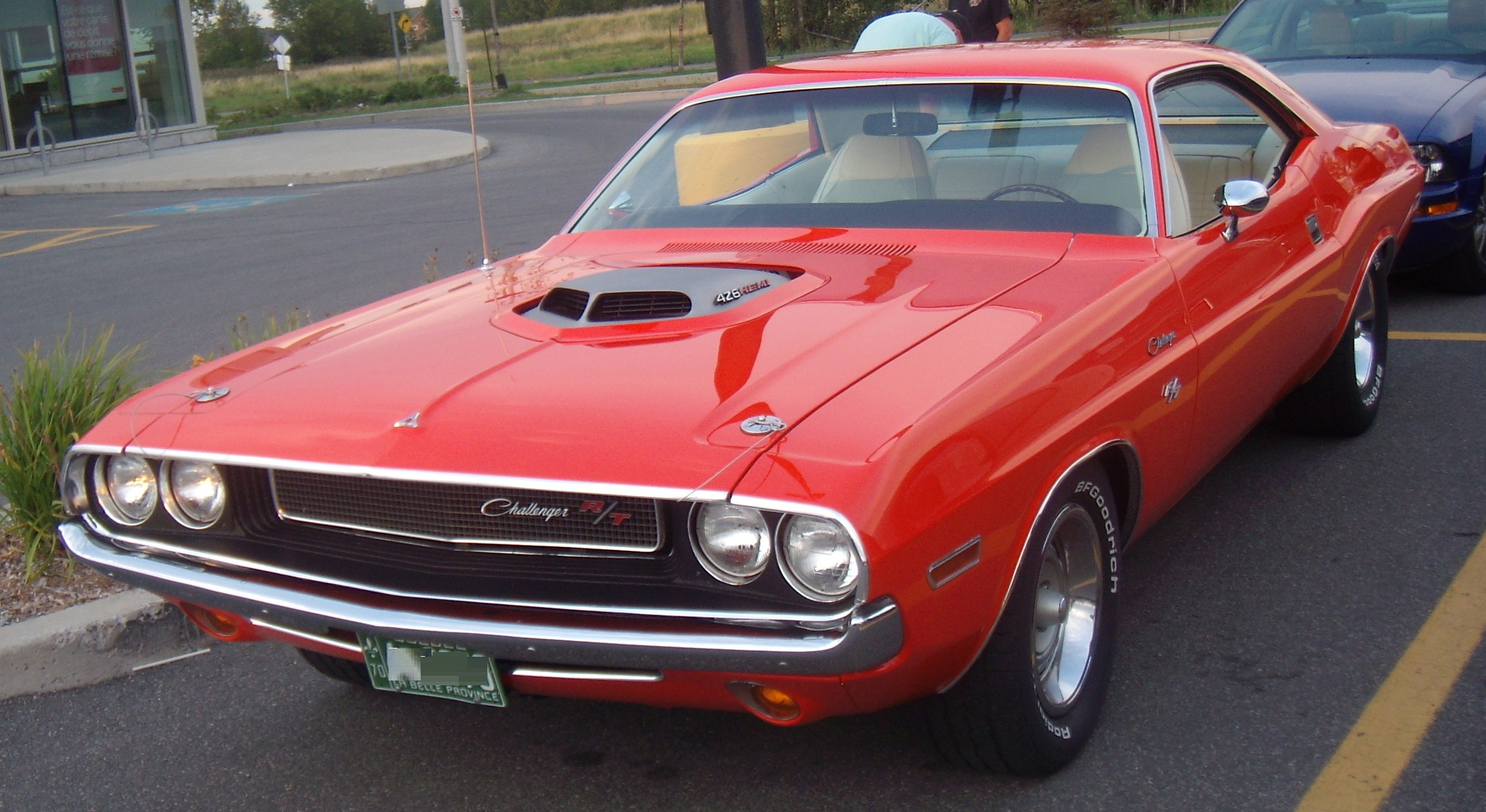
Dodge Challenger (1970)

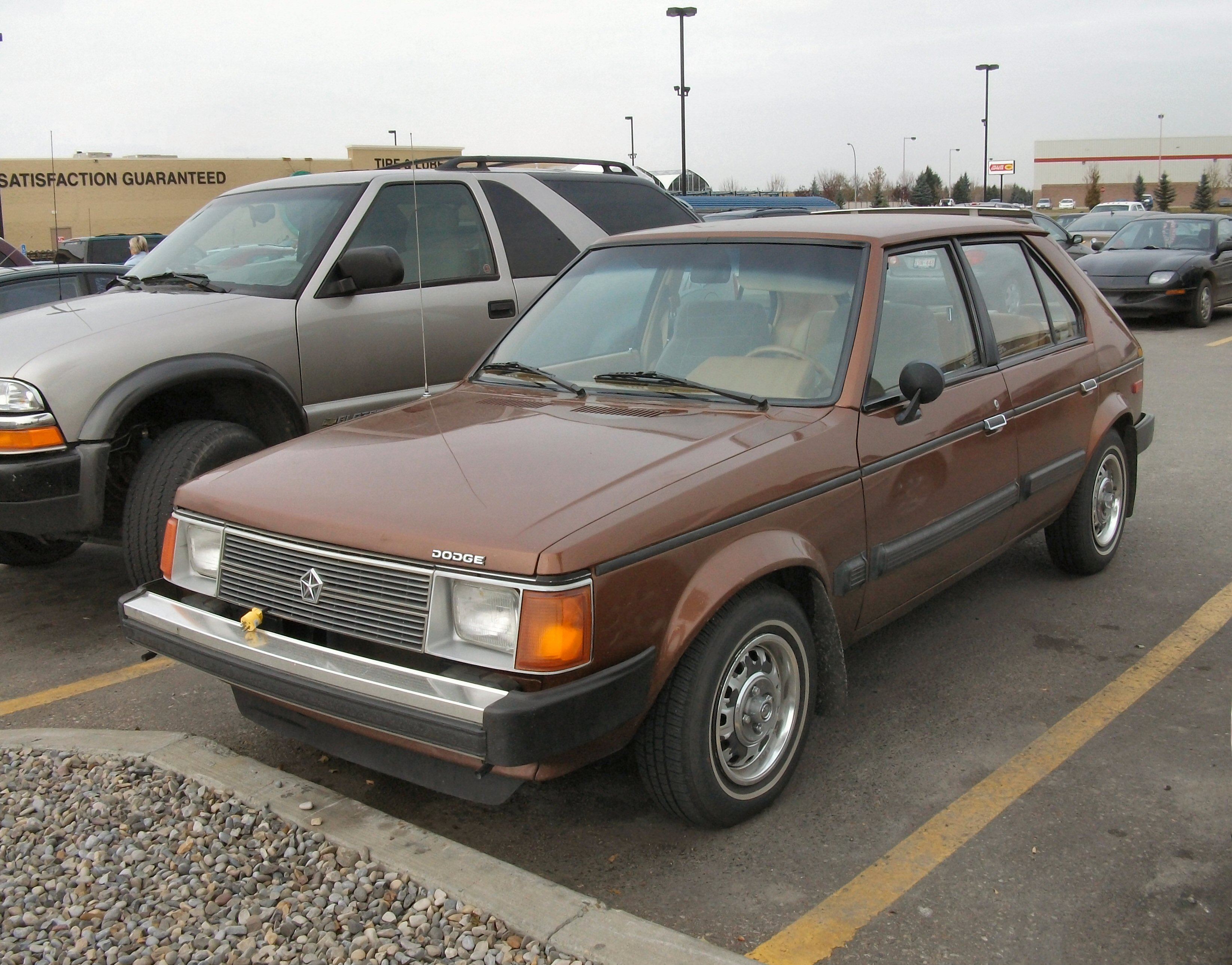
Dodge Omni

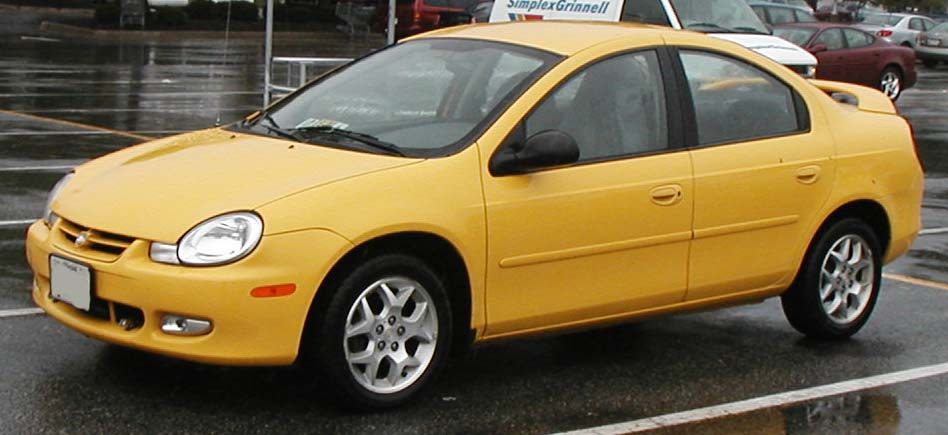
Dodge Neon

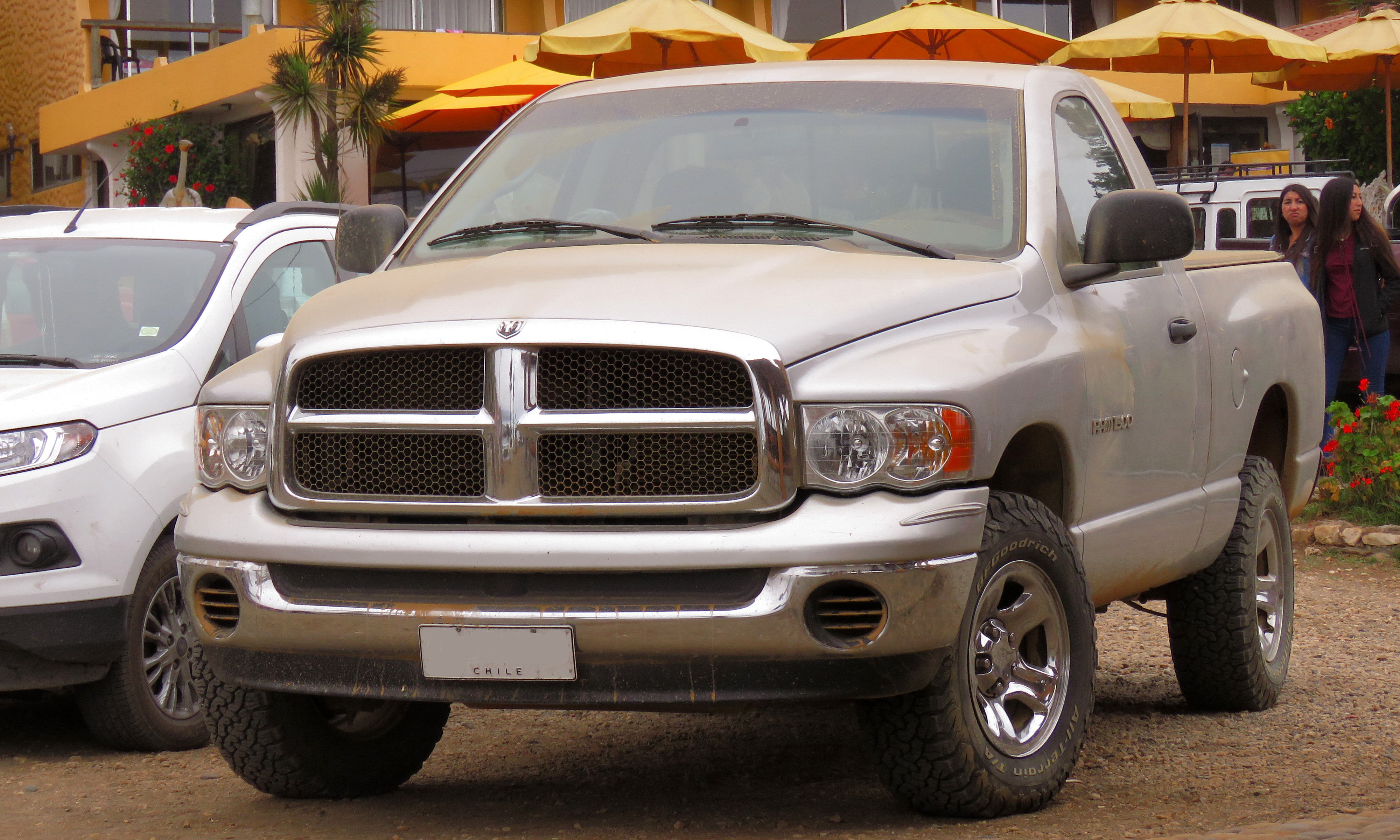
Dodge Ram

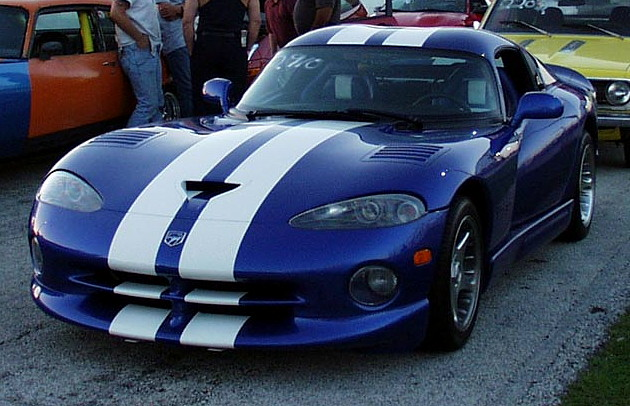
Dodge Viper

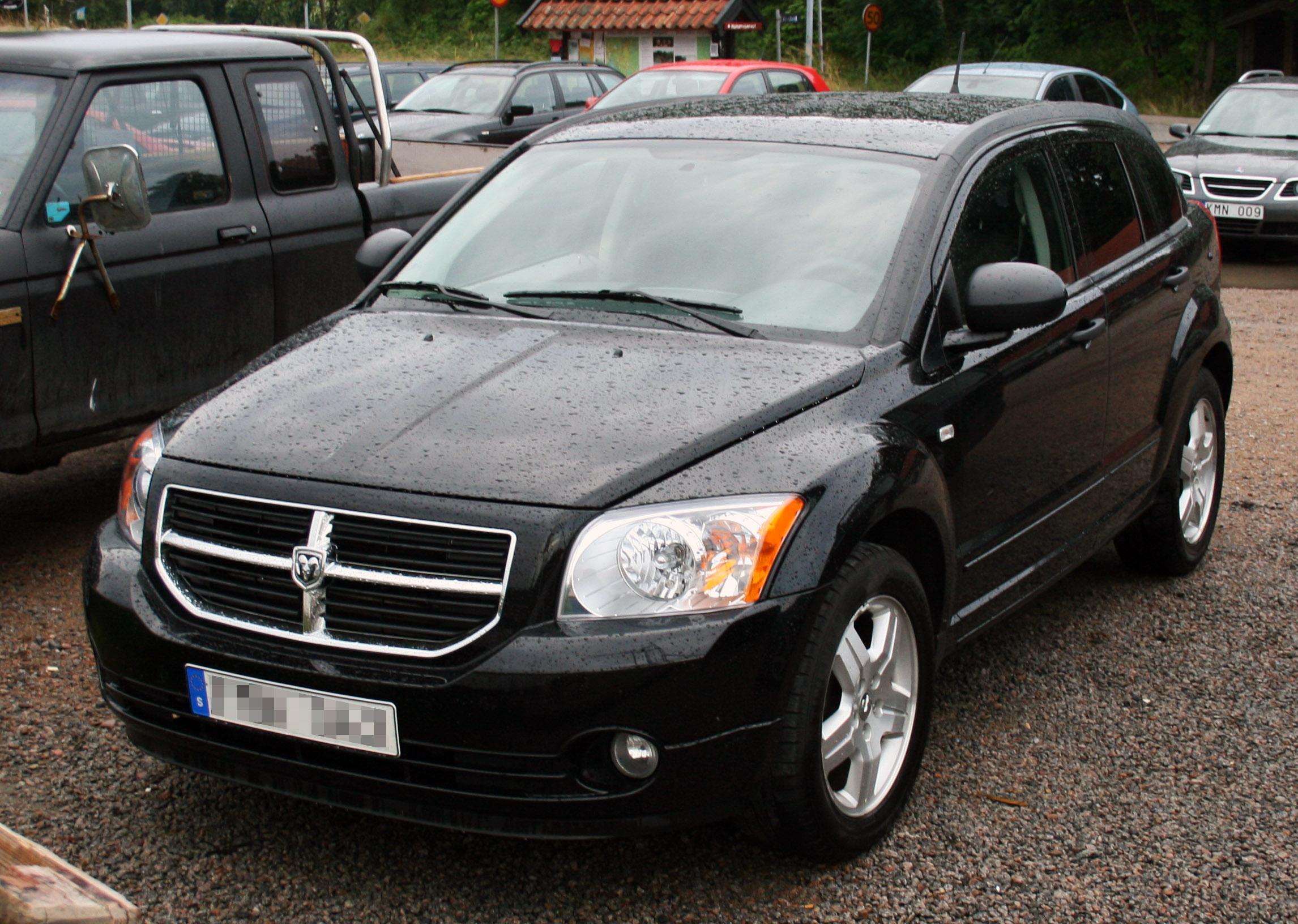
Dodge Caliber

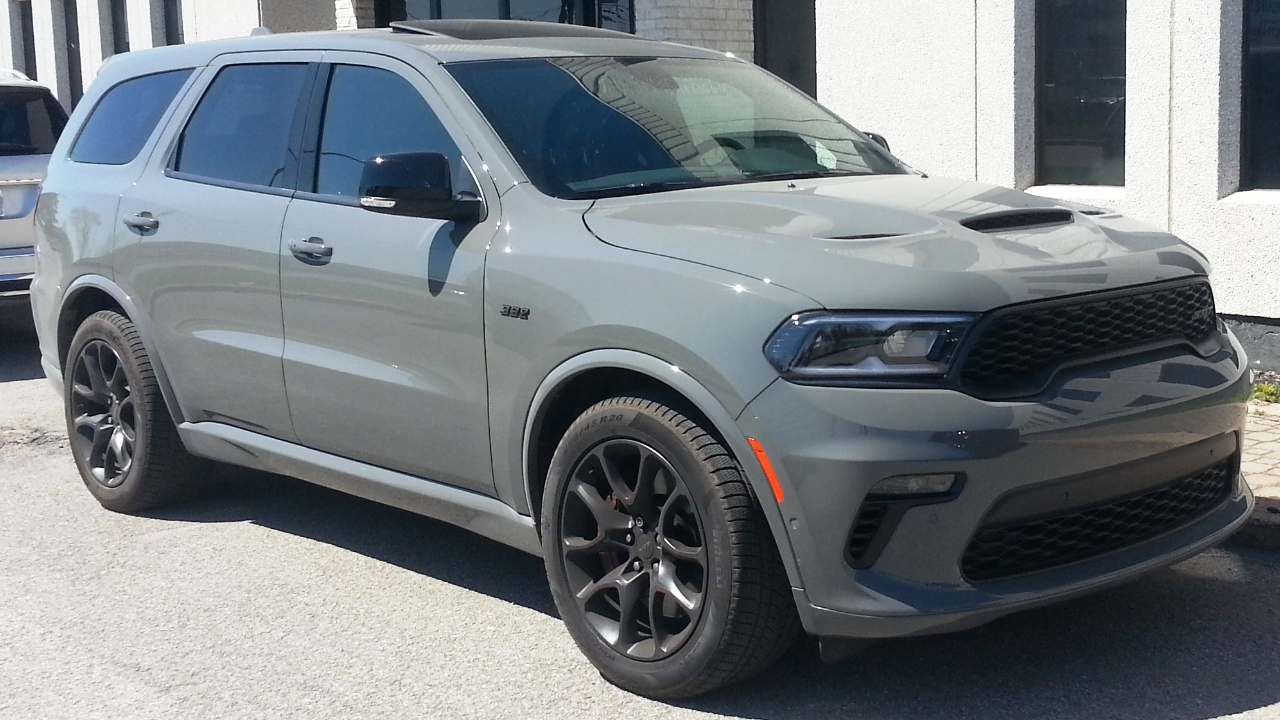
Dodge Durango SRT

Dodge – amerykańska marka samochodów, należąca od 2021 r. do koncernu Stellantis, a wcześniej do Fiat Chrysler Automobiles (2014–21), Chrysler Group (2007–14), DaimlerChrysler (1998–2007), Chrysler Corporation (1928–98).

## Historia

### Początki
Przedsiębiorstwo pod firmą Dodge Brothers Bicycle & Machine Factory, założone pod koniec XIX wieku przez braci Dodge: Johna Francisa i Horace Elgina, produkowało rowery oraz części maszyn. W 1901 r. fabrykę przeniesiono do Detroit w Michigan, gdzie powstawało centrum rodzącego się amerykańskiego przemysłu motoryzacyjnego. Fabryka rozpoczęła produkcję wysokiej jakości łożysk, a jej głównym klientem była firma motoryzacyjna Oldsmobile. W 1902 r. Dodge podpisał kontrakt z Fordem na dostawę silników i innych elementów do modelu Ford T.
Począwszy od 1914 Dodge rozpoczął produkcję własnego samochodu, wzorowanego na modelu Ford T, znacznie lepiej wyposażonego i droższego. Model ten stał się popularny wśród amerykańskiej klasy średniej. Od tego momentu marka Dodge zaczęła być szerzej znana. W okresie I wojny światowej Dodge podpisał kontrakt z armią na dostawę ciężarówek. Po zakończeniu wojny kontynuowano ich produkcję jako pojazdy cywilne. W 1925 r. Dodge Brothers Company została zakupiona przez Dillon, Read and Co. za rekordową jak na owe czasy sumę 146 milionów dolarów. W trzy lata później 31 lipca 1928 Chrysler zakupił przedsiębiorstwo. Dodge stał się znaną i popularną marką w całej Ameryce.

### Chrysler i DaimlerChrysler
W koncernie Chryslera Dodge pozycjonowany był w drugiej połowie XX wieku jako marka pomiędzy mniej prestiżowym Plymouthem, a Chryslerem. Oferta modelowa tej firmy pozostawała ściśle zintegrowana z innymi konstrukcjami ówczesnego koncernu Chrysler, co przejawiało się licznymi przypadkami tzw. badge engineering. Na przełomie lat 70. i 80. gamę Dodge zasiliły nie tylko odpowiedniki Plymouthów i Chryslerów, ale i Mitsubishi, które pozostawało w tamtym czasie w silnym sojuszu z amerykańskimi partnerami w ramach spółki Diamond-Star Motors.
Do końca XX wieku oferta Dodge’a zachowywała zróżnicowany charakter – znajdowały się w niej zarówno samochody o bardziej budżetowym i przystępnym charakterze jak Colt czy Spirit, jak i pojazdy większe oraz topowe, o sportowym charakterze. Początek XXI wieku, który zbiegł się z powstaniem nowego sojuszu DaimlerChrysler, przyniósł obszerną modernizację gamy modelowej. Premiera pierwszego od lat współczesnego Dodge’a Chargera była początkiem powrotu firmy do oferowania klasycznych, sportowych samochodów, co uzupełnił debiut nowego Challengera w 2007 roku. W międzyczasie, Dodge rozpoczął także globalną ekspansję za pomocą kompaktowego Calibera, który trafił do oficjalnej sprzedaży także w Europie i odniósł tam duży sukces. Ambitne plany rozwoju oferty wyrażał także duży nacisk na prezentacje prototypów, które w późnych latach dwutysięcznych debiutowały rokrocznie i zwiastować miały produkcyjne odpowiedniki.

### FCA i Stellantis
Powstanie na początku drugiej dekady XXI wieku nowego koncernu Fiat Chrysler Automobiles przyniosło zmierzch pozycji rynkowej Dodge’a. W 2011 firmę wycofano z rynku europejskiego, a w kolejnych latach gamę modelową stopniowo okrajano z kolejnych pojazdów bez prezentowania nowych konstrukcji w zamian. Producent położył za to nacisk na rozwój kolejnych wersji specjalnych modeli Charger i Challenger oraz flagowego SUV-a Durango. Z końcem drugiej dekady XXI wieku wycofano się z Australii i Ameryki Południowej, ograniczając zasięg rynkowy do Stanów Zjednoczonych, Kanady i Meksyku. Z kolei po wycofaniu produkowanego przez 13 lat crossovera Journey w 2020 roku, gama Dodge’a przyjęła rekordowo małe rozmiary i ograniczyła się do 3 samochodów.
Nowym otwarciem dla zmarginalizowanej jak nigdy przedtem amerykańskiej firmy okazało się powstanie w 2021 roku nowego koncernu Stellantis po fuzji FCA i PSA. Przewodzony odtąd przez Carlosa Tavaresa konglomerat zapowiedział politykę modernizacji oferty modelowej wszystkich z podległych marek, stawiając przy tym nacisk na elektryfikację oferty. Pierwsze rezultaty przyszły w sierpniu 2022, kiedy to Dodge zaprezentował pierwszy od 10 lat nowy model samochodu w postaci kompaktowego SUV-a Hornet powstałego we współpracy z Alfa Romeo. Dzień później przedstawiono też pierwszy od 13 lat prototyp w postaci zapowiedzi pierwszego elektrycznego muscle cara firmy – Dodge Charger Daytona SRT Concept. Samochód zadebiutował w seryjnej postaci w marcu 2024, zarówno jako coupe, jak i fastback, w wariancie elektrycznym i spalinowym.

## Dodge w Stanach Zjednoczonych

### Obecnie produkowane

#### Samochody sportowe
- Charger Daytona

#### Samochody elektryczne
- Charger Daytona EV

#### SUV-y
- Hornet
- Durango

### Historyczne
- Fast Four (1927–1928)
- Deluxe (1946–1948)
- Custom (1946–1948)
- Wayfarer (1949–1952)
- B-Series (1948–1953)
- Meadowbrook (1949–1954)
- Royal (1954–1956)
- Sierra (1955–1956)
- La Femme (1955–1956)
- Suburban (1954–1956)
- Kingsway (1946–1959)
- Mayfair (1953–1959)
- Custom Royal (1955–1959)
- Regent (1951–1960)
- C-Series (1954–1960)
- Matador (1959–1960)
- Lancer (1960–1962)
- 440 (1963–1964)
- 330 (1963–1964)
- Custom 880 (1962–1965)
- 880 (1962–1965)
- Town Panel (1954–1966)
- Town Wagon (1954–1966)
- A100 (1964–1970)
- Super Bee (1968–1971)
- Polara (1960–1973)
- Challenger (1969–1974)
- Coronet (1949–1976)
- Dart (1958–1976)
- Royal Monaco (1976–1977)
- Monaco (1964–1978)
- Charger (1966–1978)
- Sportsman (1971–1978)
- Tradesman (1971–1978)
- Magnum (1978–1979)
- Aspen (1976–1980)
- St. Regis (1978–1981)
- Omni 024 (1979–1982)
- Rampage (1982–1984)
- Power Wagon (1945–1980)
- D-Series (1961–1981)
- Challenger (1977–1983)
- Mirada (1980–1983)
- 400 (1982–1983)
- Conquest (1984–1986)
- Charger (1981–1987)
- 600 (1983–1988)
- Diplomat (1977–1989)
- Aries (1981–1989)
- Lancer (1984–1989)
- Raider (1987–1989)
- Omni (1978–1990)
- Colt Vista (1984–1991)
- 2000GTX (1989–1991)
- Monaco (1989–1992)
- Ramcharger (1974–1993)
- Daytona (1984–1993)
- Dynasty (1988–1993)
- Shadow (1986–1994)
- Spirit (1988–1994)
- Colt (1971–1994)
- Ram 50 (1979–1996)
- Stealth (1990–1996)
- Colt Wagon (1991–1996)
- Avenger (1994–2000)
- Ram Van (1971–2003)
- Intrepid (1993–2004)
- Neon (1994–2005)
- Stratus Coupe (2000–2005)
- Stratus (1995–2006)
- Magnum (2004–2008)
- Ram (1981–2010)
- Dakota (1987–2010)
- Sprinter (2003–2010)
- Caliber (2006–2012)
- Nitro (2006–2012)
- Avenger (2008–2014)
- Dart (2012–2016)
- Viper (1992–2017)
- Caravan (1983–2020)
- Journey (2008–2020)
- Charger (2005–2023)
- Challenger (2007–2023)

## Dodge w Meksyku

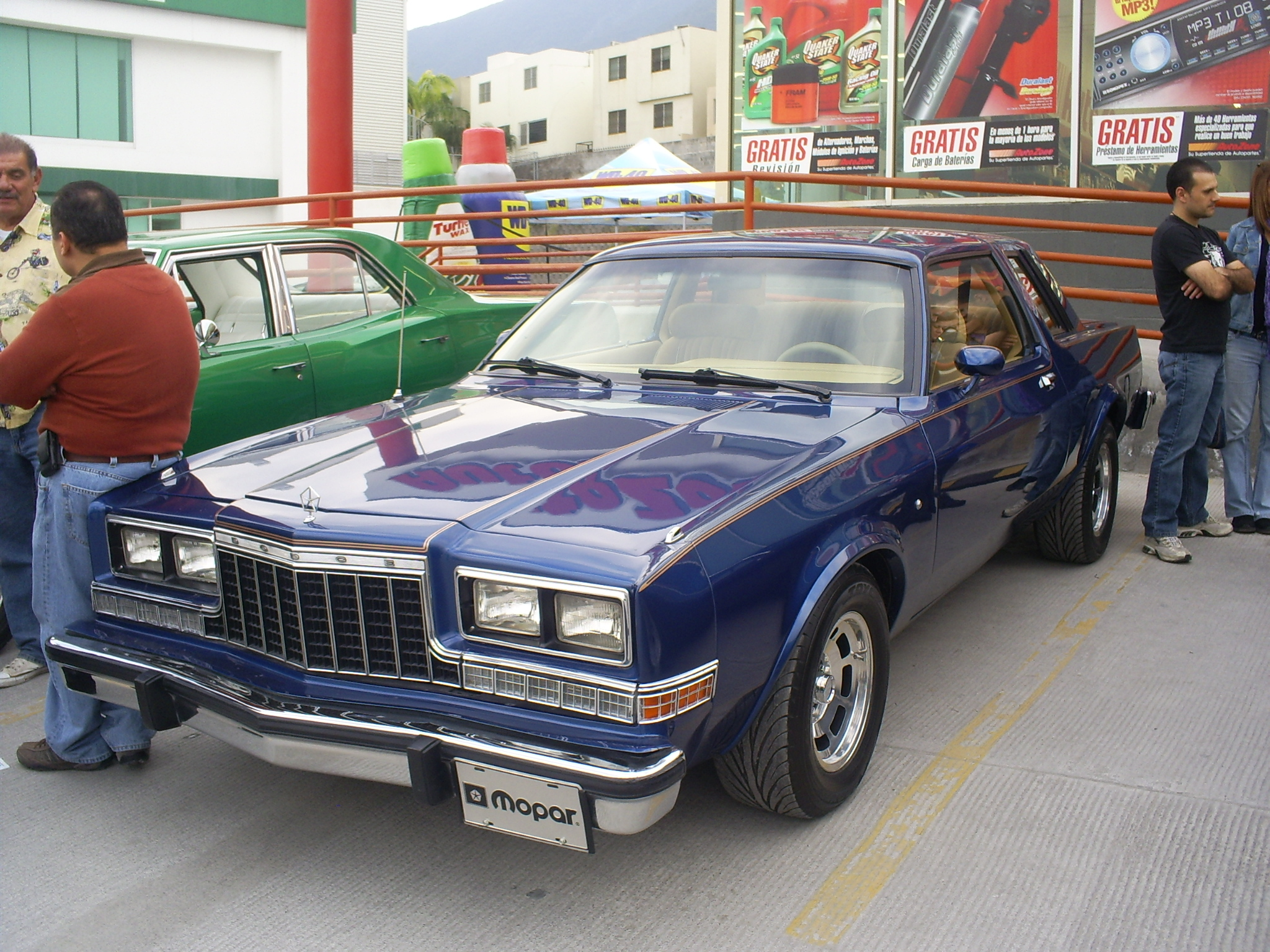
Dodge Magnum

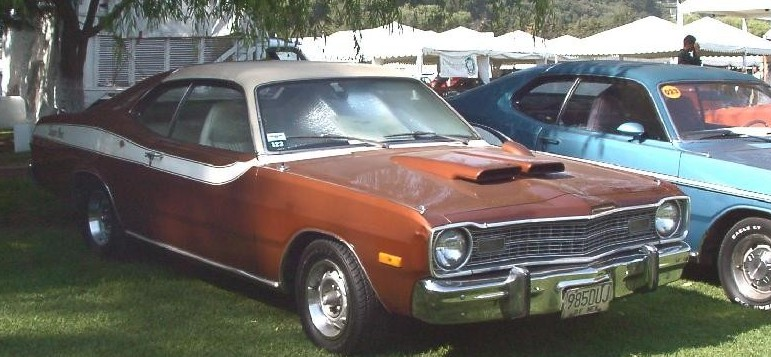
Dodge Super Bee

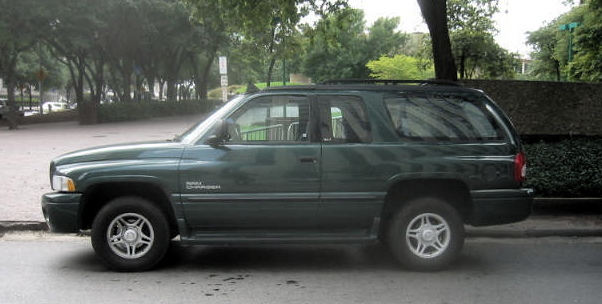
Dodge Ramcharger

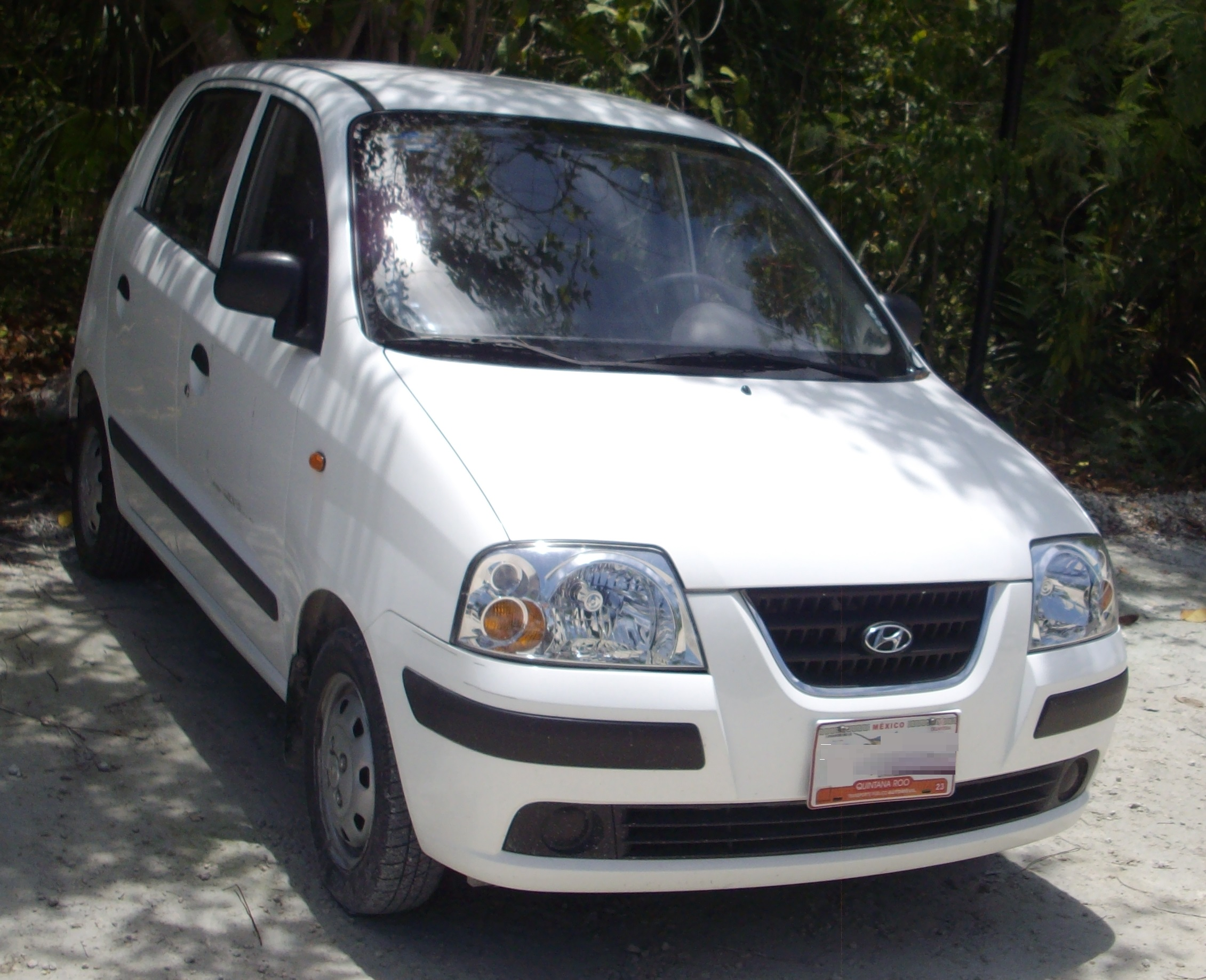
Dodge Atos

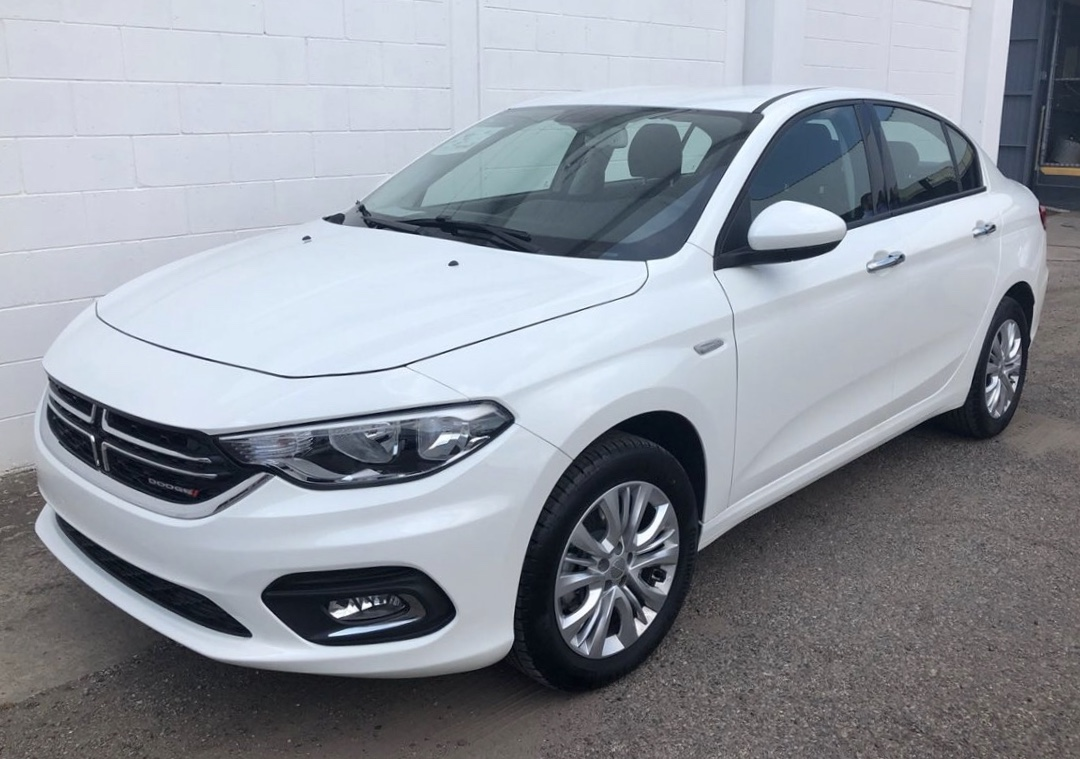
Dodge Neon

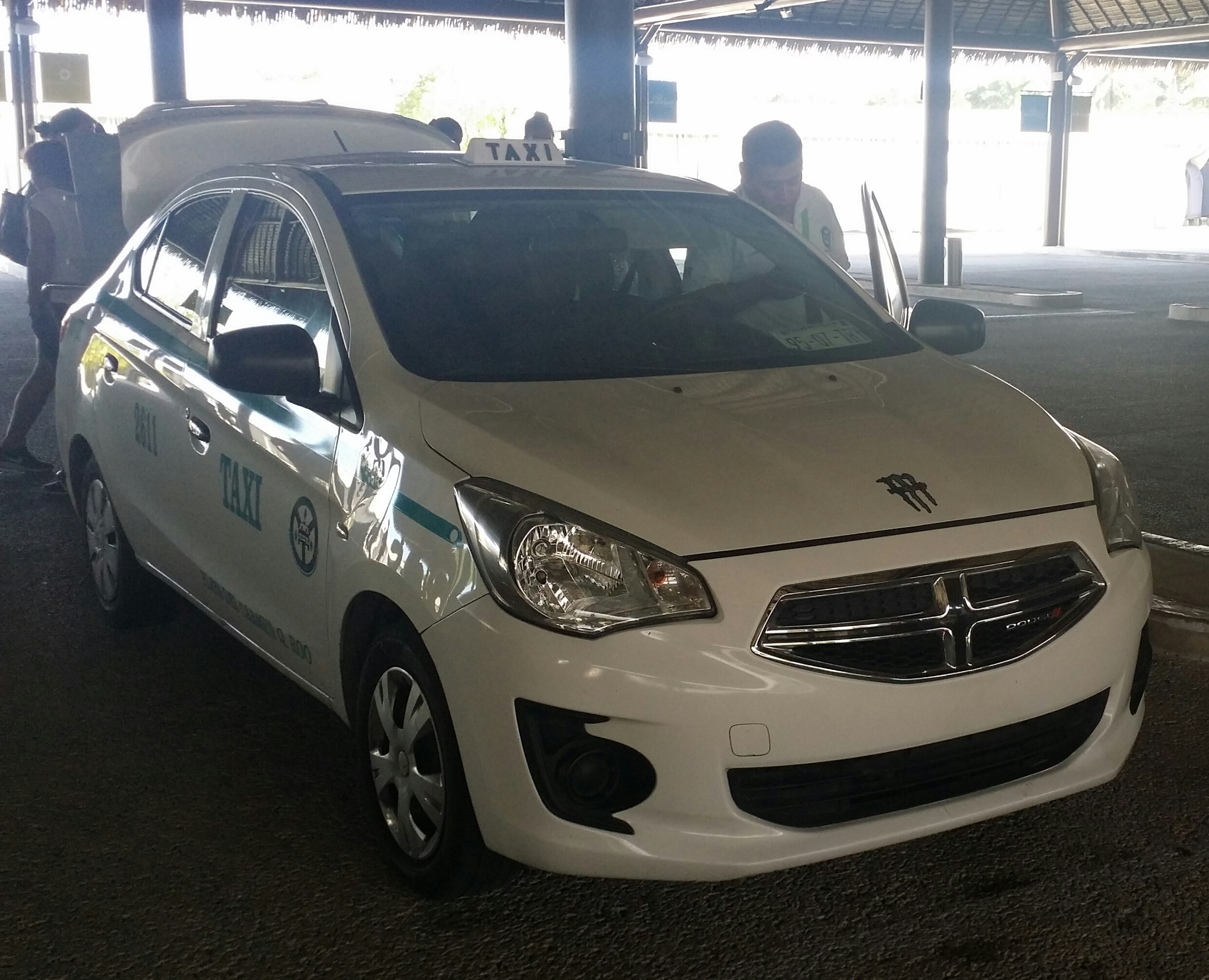
Dodge Attitude

W porównaniu do innych rynków w Ameryce Północnej, Dodge zachował na przestrzeni lat w Meksyku dużą autonomię pod względem kształtowania oferty modelowej. Początkowo rozbieżności względem Stanów Zjednoczonych, podobnie jak w przypadku Kanady, przejawiały się oferowaniem wybranych modeli marki jako Chrysler – jak chociażby sedana Dynasty. W 1998 roku Dodge opracował kolejny model z przeznaczeniem wyłącznie na rynek meksykański – trzecią generację SUV-a Ramcharger.
Pod koniec lat 90. XX wieku meksykański oddział Dodge zawarł współpracę z południowokoreańskim Hyundaiem w celu uzupełnienia lokalnej oferty o miejskie samochody mogące konkurować z konstrukcjami General Motors, Forda i Volkswagena. W ten sposób do sprzedaży trafił model Verna będący bliźniakiem Hyundaia Accenta i mały model Atos oferowany pod znaczkiem Hyundaia, ale w salonach Dodge. W pierwszej połowie drugiej dekady XXI wieku współpraca z Hyundaiem została zakończona, a lokalne modele Attitude i Neon pochodzą odpowiednio z oferty Mitsubishi i Fiata, będąc jedynymi konstrukcjami specyficznymi tylko dla oferty Dodge w Meksyku.

### Obecnie produkowane

#### Samochody osobowe
- Attitude

#### SUV-y
- Journey
- Durango

### Historyczne
- Super Bee (1970–1980)
- Magnum (1981–1988)
- Avenger (1994–2000)
- Ramcharger (1974–2001)
- Ram Van (1971–2003)
- Neon (1994–2005)
- Atos (1997–2005)
- Verna (1999–2005)
- Stratus Coupe (2000–2005)
- Stratus (1995–2006)
- Magnum (2004–2008)
- 1000 (2006–2008)
- Breeze (2008)
- Ram (1981–2010)
- Dakota (1987–2010)
- H100 Pickup (1996–2010)
- Caliber (2006–2012)
- Nitro (2006–2012)
- i10 (2007–2013)
- Avenger (2008–2014)
- Dart (2012–2016)
- Viper (1992–2017)
- Vision (2012–2019)
- Caravan (1983–2020)
- Neon (2016–2021)
- Charger (2005–2023)
- Challenger (2007–2023)

## Dodge w Ameryce Południowej

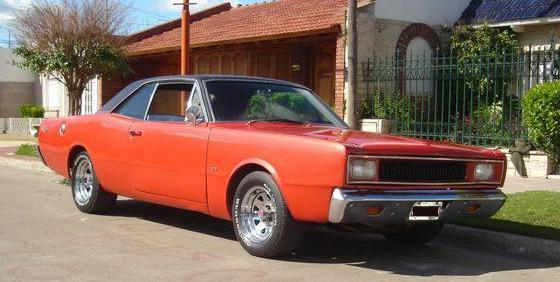
Dodge GTX

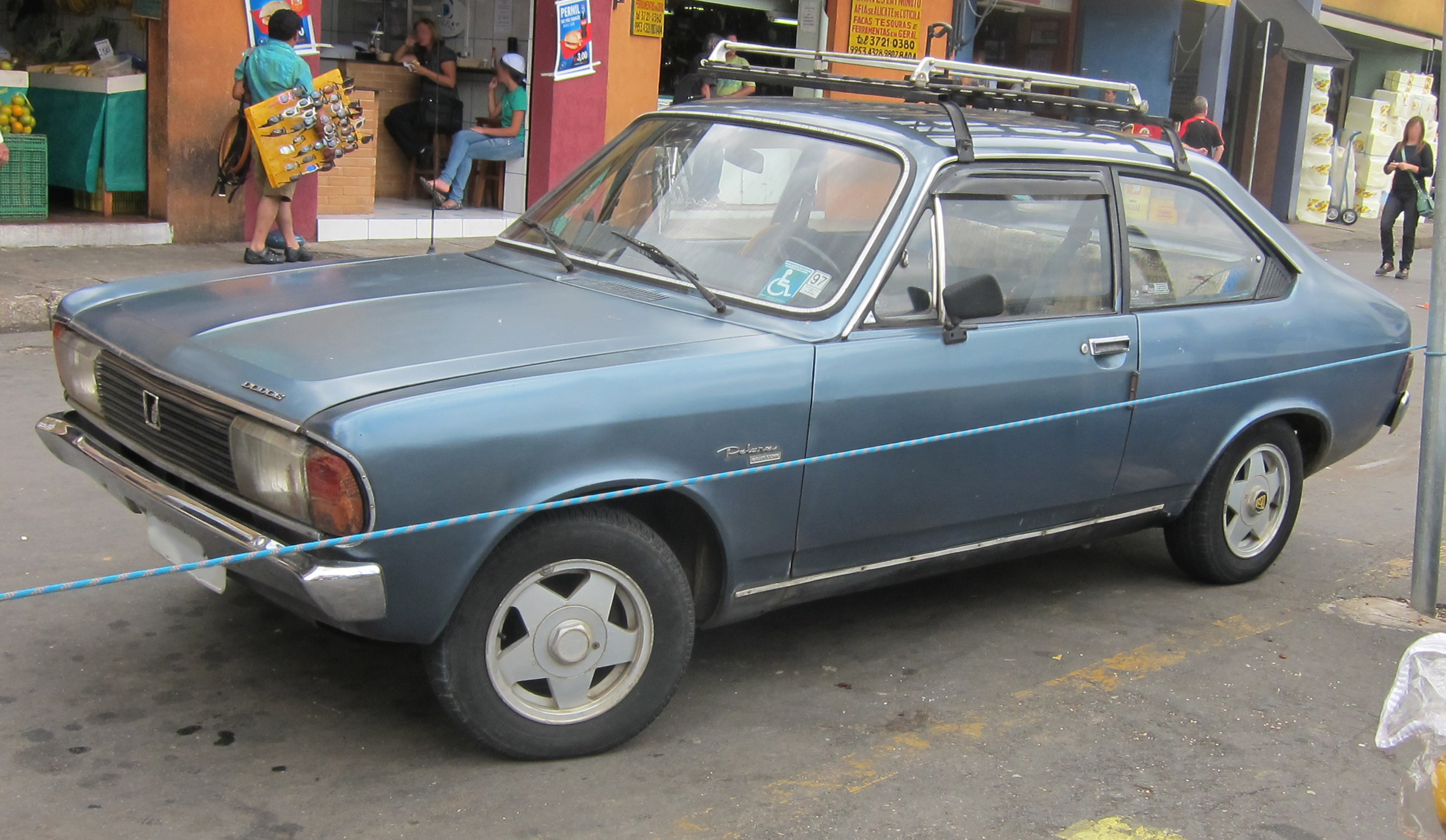
Dodge Polara

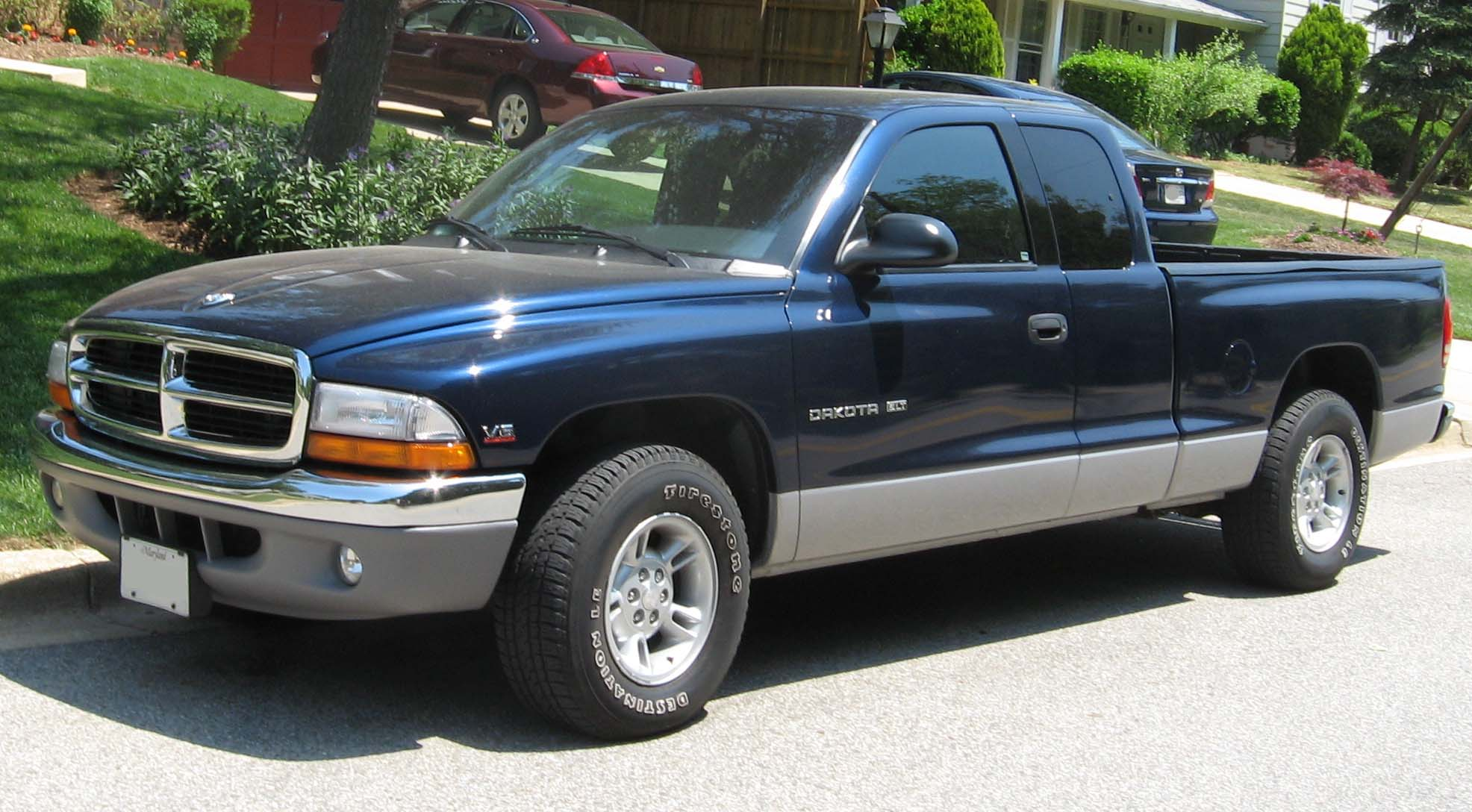
Dodge Dakota

Na przestrzeni lat Dodge rozwinął także swoją obecność na wielu rynkach Ameryki Południowej, zajmując się w większości importem północnoamerykańskich modeli, z czasem dywersyfikując lokalne portfolia o modele regionalne. W Brazylii był to np. model Polara powstały w ramach współpracy z brytyjskim Rootes, a w Argentynie ten sam model, tyle że oferowany jako Dodge 1800. W 1981 roku Dodge wycofał się z Argentyny, sprzedając swoje lokalne operacje niemieckiemu Volkswagenowi. W Brazylii z kolei marka zachowała marginalną pozycję rynkową, montując i importując różne modele z rynku Ameryki Północnej. Amerykańska firma opuściła ten rynek w 2020 roku po tym jak zakończyła tam sprzedaż ostatniego modelu, crossovera Journey.
Dużą autonomię zachował oddział marki w Wenezueli. W latach 2002–2009, w ramach współpracy z południowokoreańskim Hyundaiem oferowano model Brisa będący lokalną odmianą modeli Accent i Getz, w ostatnim etapie funkcjonowania Dodge’a w tym regionie jedynym modelem był miejski sedan Forza będący importowanym z Brazylii Fiatem Siena.

### Historyczne
- Charger (1966–1978)
- Dart (1970–1981)
- Polara (1977–1981)
- Magnum (1979–1981)
- Dakota (1998–2001)
- Trazo (2008)
- Brisa (2002–2009)
- Forza (2013–2019)
- Journey (2007–2020)

## Dodge w Australii

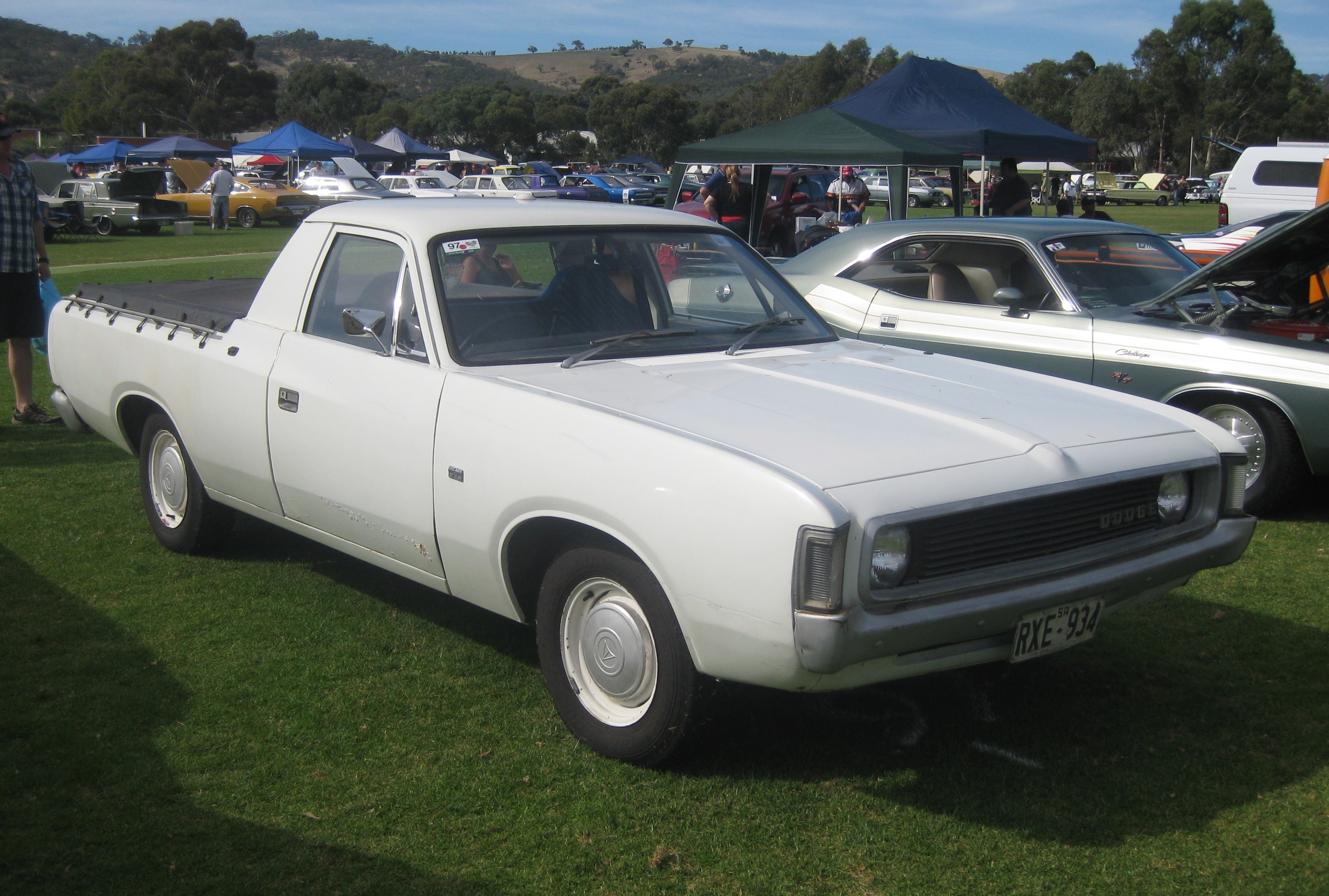
Dodge Utility

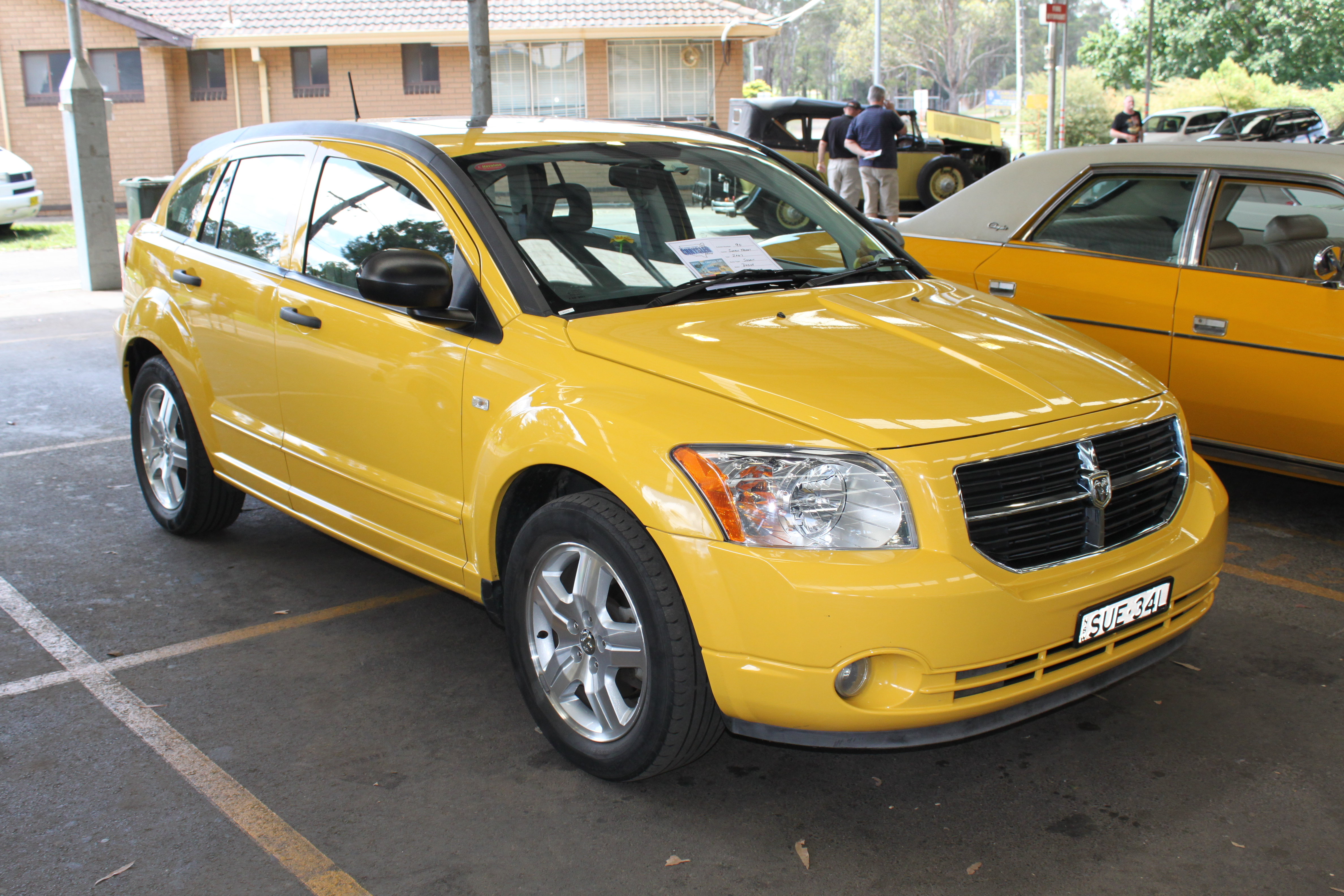
Dodge Caliber

Wraz z intensywnym rozwojem australijskiego oddziału marki Chrysler, w latach 60. XX wieku zdecydowano się wprowadzić do sprzedaży w tym regionie także markę Dodge. Początkowo ofertę oparto wyłącznie na budowanym lokalnie modelu Phoenix, a w 1965 roku ofertę uzupełniła także bliźniacza odmiana modelu Valiant Utility o nazwie Utility. Pełniła ona funkcję tańszej i bardziej użytkowej odmiany. Wraz z zakończeniem jej produkcji w 1975 roku, Dodge opuścił Australię.
Marka powróciła krótkotrwale w 2006 roku, wprowadzając do sprzedaży model Caliber. Z czasem portfolio poszerzono m.in. o model Nitro i Avenger, a ostatnim oferowanym pojazdem został crossover Journey. Wraz z wycofaniem go ze sprzedaży w 2016 roku, Dodge wycofał się z rynku australijskiego.

### Historyczne
- Kingsway (1953–1957)
- Custom Royal (1958–1960)
- Phoenix (1960–1973)
- Utility (1965–1975)
- Caliber (2006–2012)
- Nitro (2006–2012)
- Avenger (2007–2012)
- Journey (2008–2016)

## Modele koncepcyjne
- Dodge Zeder (1953)
- Dodge Granada (1954)
- Dodge Firearrow Series (1954)
- Dodge Flitewing (1961)
- Dodge Charger Concept (1964)
- Dodge Charger II (1965)
- Dodge Deora (1967)
- Dodge Scat Packer (1968)
- Dodge Charger III (1968)
- Dodge Daroo I (1968)
- Dodge Daroo II (1969)
- Dodge Custom Swinger 340 (1969)
- Dodge Super Charger (1970)
- Dodge Diamante (1971)
- Dodge Mirada Magnum (1980)

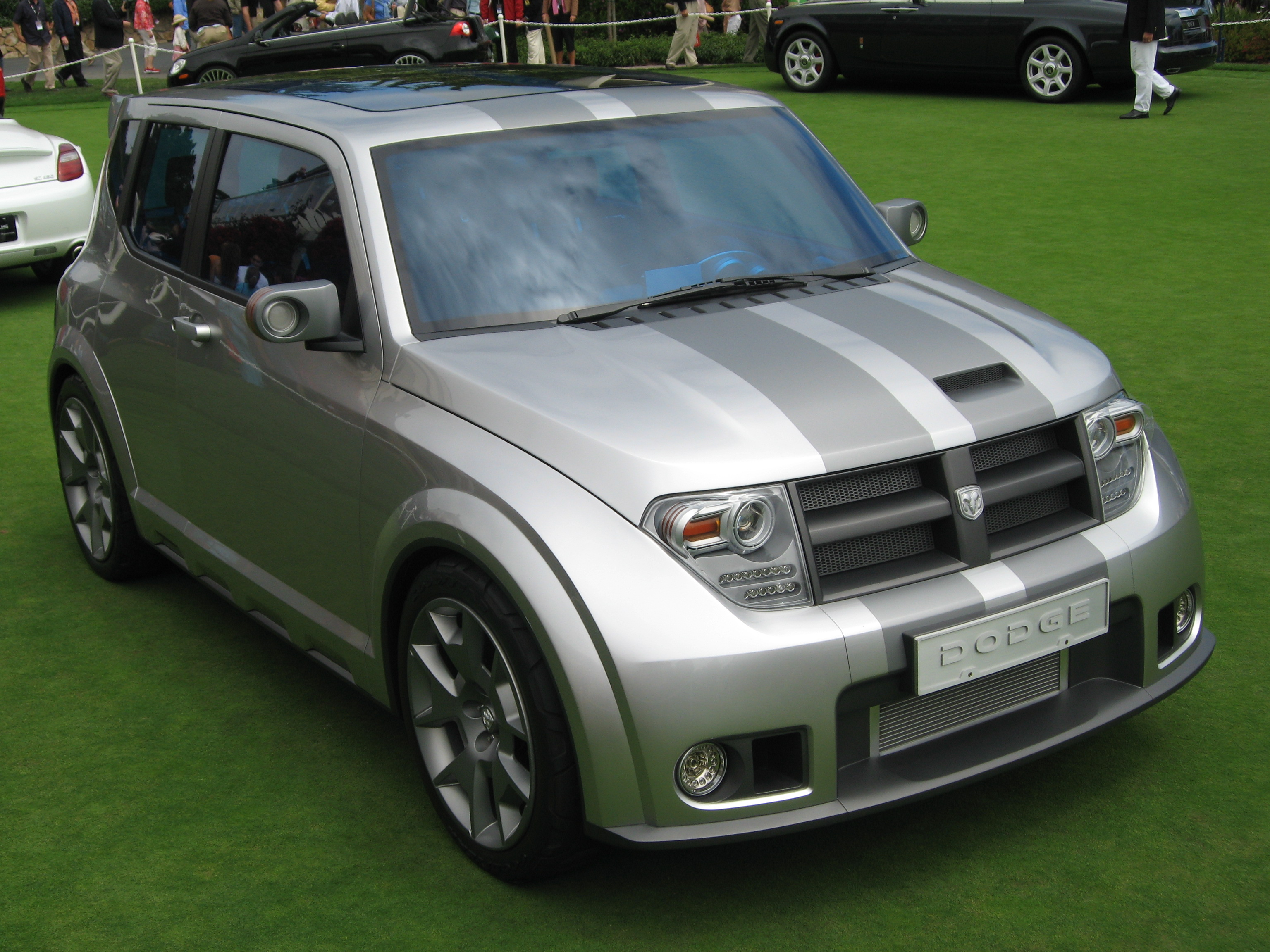
Dodge Hornet (2006)

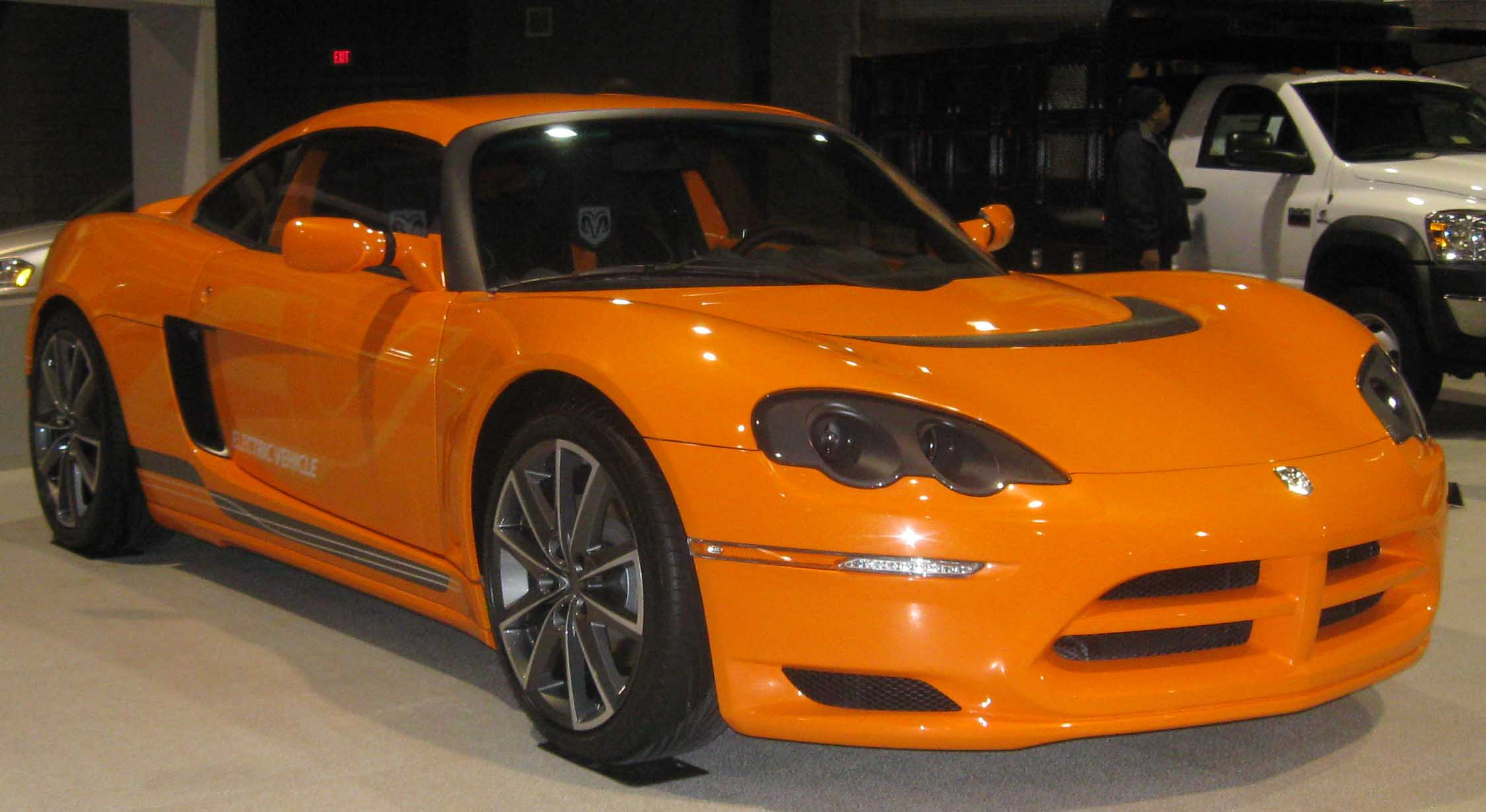
Dodge Circuit EV (2009)

- Dodge Shelby Street Fighter (1983)
- Dodge M4S (1984)
- Dodge Viper (1989)
- Dodge LRT (1990)
- Dodge Daytona R/T (1990)
- Dodge Neon Concept (1991)
- Dodge EPIC (1992)
- Dodge Aviat (1994)
- Dodge Venom (1994)
- Dodge Intrepid ESX I (1996)
- Dodge Copperhead (1997)
- Dodge Sidewinder (1998)
- Dodge Intrepid ESX II (1998)
- Dodge Power Wagon Concept (1999)
- Dodge Charger R/T (1999)
- Dodge Intrepid ESX (1999)
- Dodge Caravan R/T (1999)
- Dodge MAXXcab (2000)
- Dodge PowerBox (2001)
- Dodge HEMI Super 8 (2002)
- Dodge M80 (2002)
- Dodge Razor (2002)
- Dodge Intrepid ESX III (2003)
- Dodge Magnum SRT-8 (2003)
- Dodge Tomahawk (2003)
- Dodge Durango Hemi (2003)
- Dodge Kahuna (2003)
- Dodge Avenger Concept (2003)
- Dodge Sling Shot (2004)
- Dodge Nitro (2005)
- Dodge Caliber (2005)
- Dodge Challenger Concept (2006)
- Dodge Hornet (2006)
- Dodge Rampage Concept (2006)
- Dodge Demon (2007)
- Dodge ZEO (2008)
- Dodge EV (2008)
- Dodge Circuit EV (2009)
- Dodge Charger Daytona SRT (2022)